# Syntrichia prostrata
Syntrichia prostrata là một loài Rêu trong họ Pottiaceae. Loài này được (Mont.) R.H. Zander miêu tả khoa học đầu tiên năm 1993.